# تپه‌های پروسکو در کونلیانو و والدوبیادنه
تپه‌های پروسکو در کونلیانو و والدوبیادنه گروهی از تپه‌ها هستند که در استان ترویزو در ونتو قرار دارند که برای تولید شراب شناخته شده‌اند.
در سال ۲۰۱۹ این تپه‌ها به عنوان میراث جهانی یونسکو فهرست شدند. پس از اینکه در سال ۲۰۱۸ پیشنهاد ثبت تپه‌ها به عنوان میراث رد شد، در چهل و سومین اجلاس یونسکو که در باکو در جمهوری آذربایجان برگزار شد، این تپه‌ها به پنجاه و پنجمین سایت ایتالیایی و هشتمین سایت در منطقه ونتو تبدیل شدند.

## شرح

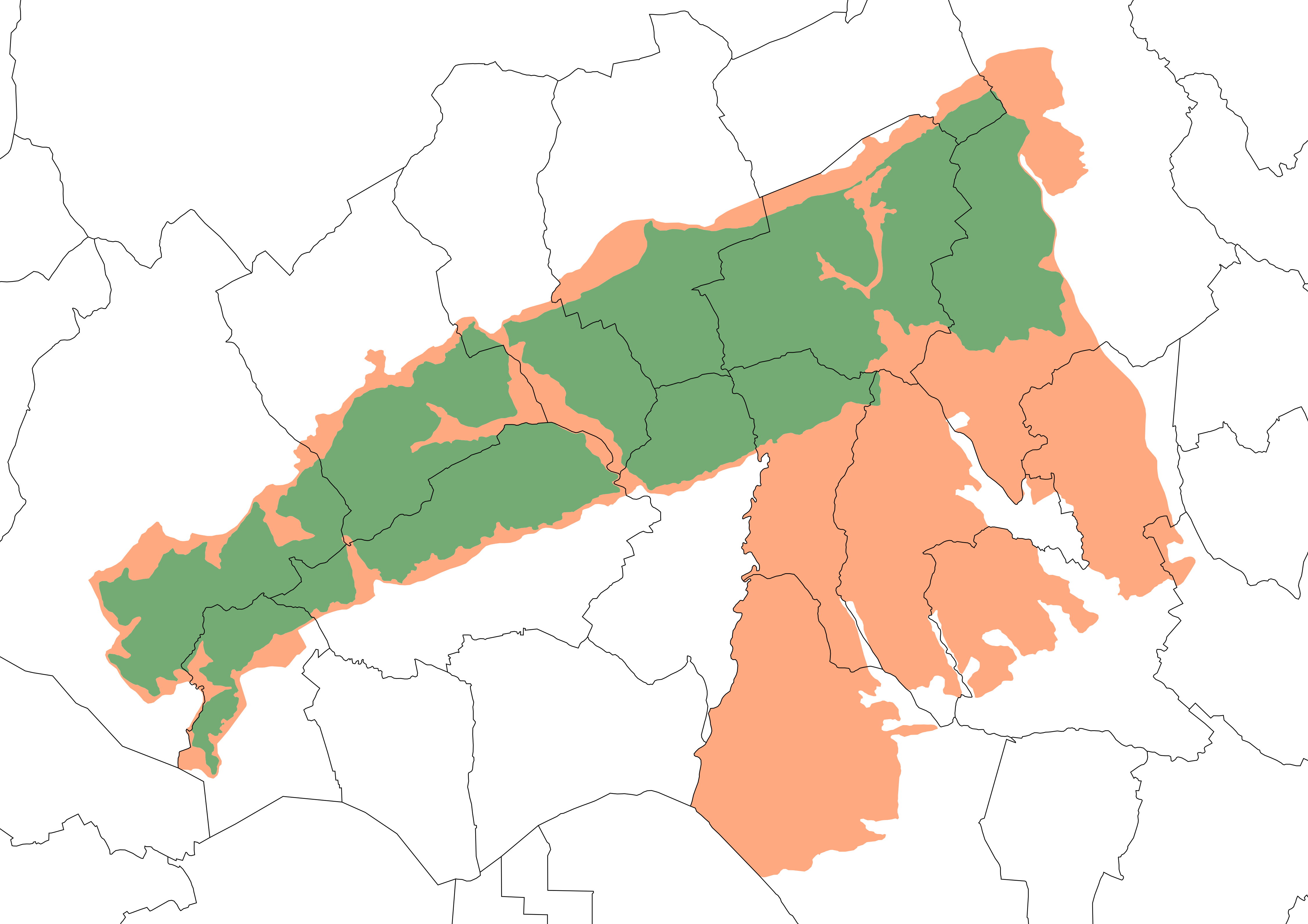
نقشه میراث جهانی یونسکو ناحیه مرکزی سبز و ناحیه حائل به رنگ نارنجی است.

تپه‌های پروسکو در شمال شرقی ایتالیا، در استان ترویزو (ونتو)، در جهت شرق به غرب، از ویتوریو ونه‌تو تا والدوبیادنه امتداد دارند.
منطقه مرکزی، یعنی منطقه‌ای که به عنوان میراث جهانی شناخته شده، مورد حفاظت و حفاظت است و دارای وسعت ۹۱۹۷٬۴۵ هکتار است و شامل مناطق تپه‌ای است که در محدوده شهرداری‌های والدوبیادنه، ویدور، میانه، فارا دی سولیگو، پیوه دی سولیگو، فولینا، دیچیزون دی ولمرینو، رفرونتولو، سن پیترو دی فلتو، روینه لاگو و ویتوریو ونه‌تو قرار دارد.